# جورج هنري سوان
جورج هنري سوان (بالإنجليزية: George Henry Swan)‏ هو مصور وسياسي نيوزلندي، ولد في 1833 في المملكة المتحدة، وتوفي في 25 يوليو 1913 في نيوزيلندا. انتخب عضو مجلس النواب نيوزيلندا.